# Tiệc sân vườn
Một buổi tiệc sân vườn là một cuộc tụ tập xã hội ở ngoài trời trong một công viên hay vườn. Một sự kiện được mô tả là tiệc sân vườn thường trang trọng hơn các loại buổi tụ họp khác, có thể là tiệc dã ngoại, tiệc BBQ...

Một buổi tiệc sân vườn có thể là một sự kiện trang trọng. Ví dụ như, lời mời của hoàng gia Anh đến tiệc sân vườn điện Buckingham có thể coi là một điều vinh dự. Tổng thống Pháp tổ chức một buổi tiệc sân vườn ở điện Élysée ở Pari vào ngày quốc khánh Pháp.

## Tham Khảo
1. ↑  Law would tag beer kegs to fight use by the young "While it affects all adults who buy kegs, the proposed law is aimed at the 21-to-23-year-old crowd, particularly college students, who don't think twice about buying a keg or 10 for a weekend bash. Pittsburgh Post-Gazette, 2001-11-04.
2. ↑  PhillipGoodman (ngày 13 tháng 5 năm 2015). "What Is a Frat Party?". Enki-Village (bằng tiếng Anh). Truy cập ngày 16 tháng 3 năm 2017.
3. ↑  "Graduation Party Budget". graduationparty.com. Bản gốc lưu trữ ngày 13 tháng 12 năm 2017. Truy cập ngày 31 tháng 3 năm 2014.
4. ↑  "Dinner Party". HGTV. Truy cập ngày 2 tháng 10 năm 2012.
5. ↑  "aguinaldo". Merriam-Webster. Bản gốc lưu trữ ngày 2 tháng 6 năm 2012. Truy cập ngày 18 tháng 6 năm 2012.
6. ↑  "villancicos". letras. Truy cập ngày 18 tháng 6 năm 2012.